# Liste der Erzpriester der Lateranbasilika
Folgende Priester waren Erzpriester der Lateranbasilika:
- Gerardo Bianchi (1299–1302)
- Pietro Valeriano Duraguerra (1302)
- Matteo Rubeo Orsini (1302–1305)
- Pietro Colonna (1306–1326)
- Bertrand de Montfavez (1326–1342)
- Giovanni Colonna (1342–1348)
- Pierre Roger de Beaufort (1348–1370) (dann zu Papst Gregor XI. gewählt)
- Anglic Grimoard (1371–1388?)
- Pietro Tomacelli (1388?–1389) (dann zu Papst Bonifatius IX. gewählt)
- Francesco Carbone (1389–1405)
- Antonio Caetani (1405–1412)
- Oddone Colonna (1412–1417) (dann zu Papst Martin V. gewählt)
- Alamanno Adimari (1418–1422)
- Guillaume Fillastre (1422–1428)
- Alfonso Carrillo de Albornoz (1428–1434)
- Lucido Conti (1434–1437)
- Angelotto Fosco (1437–1444)
- Antonio Martins de Chaves (1444–1447)
- Domenico Capranica (1447–1458)
- Prospero Colonna (1458–1463)
- Latino Orsini (1463–1477)
- Giuliano della Rovere (1477–1503) (dann zu Papst Julius II. gewählt)
- Giovanni Colonna (1503–1508)
- Alessandro Farnese (1508–1534) (dann zu Papst Paul III. gewählt)
- Giovanni Domenico De Cupis (1534–1553)
- Ranuccio Farnese (Koadjutor 1547–1553, Erzpriester 1553–1565)
- Mark Sittich von Hohenems (1565–1588)
- Ascanio Colonna (1588–1608)
- Scipione Borghese (1608–1620) (dann Erzpriester des Petersdoms)
- Giambattista Leni (1620–1627)
- Francesco Barberini (1627–1628) (dann Erzpriester des Petersdoms)
- Girolamo Colonna (1628–1666)
- Flavio Chigi (1666–1693)
- Paluzzo Paluzzi Altieri degli Albertoni (1693–1698)
- Benedetto Pamphili (1699–1730)
- Pietro Ottoboni (1730–1740)
- Neri Maria Corsini (1740–1770)
- Mario Marefoschi Compagnoni (1771–1780)
- Carlo Rezzonico (1780–1799)
- Francesco Saverio de Zelada (1800–1801)
- Leonardo Antonelli (1801–1811)
- Bartolomeo Pacca (1830–1844)
- Benedetto Colonna Barberini di Sciarra (1844–1863)
- Lodovico Altieri (1863–1867)
- Costantino Patrizi Naro (1867–1876)
- Flavio Chigi (1876–1885)
- Raffaele Monaco La Valletta (1885–1896)
- Francesco Satolli (1896–1910)
- Pietro Respighi (1910–1913)
- Domenico Ferrata (1913–1914)
- Basilio Pompili (1914–1931)
- Francesco Marchetti Selvaggiani (1931–1951)
- Benedetto Aloisi Masella (1954–1970)
- Angelo Dell’Acqua (1970–1972)
- Ugo Poletti (1973–1991, dann Erzpriester der Basilika Santa Maria Maggiore)
- Camillo Ruini (1991–2008)
- Agostino Vallini (2008–2017)
- Angelo De Donatis (2017–2024, dann Kardinalgroßpönitentiar)
- Baldassare Reina (seit 2024)